# Symmachia norina
Symmachia norina is een vlindersoort uit de familie van de prachtvlinders (Riodinidae), onderfamilie Riodininae.
Symmachia norina werd in 1867 beschreven door Hewitson.